# SN 2009dk
SN 2009dk – supernowa typu Ia odkryta 1 kwietnia 2009 roku w galaktyce A113023+0214. W momencie odkrycia miała maksymalną jasność 19,50m.